# St.-Johannes-der-Täufer-Kapelle (Stöcken)

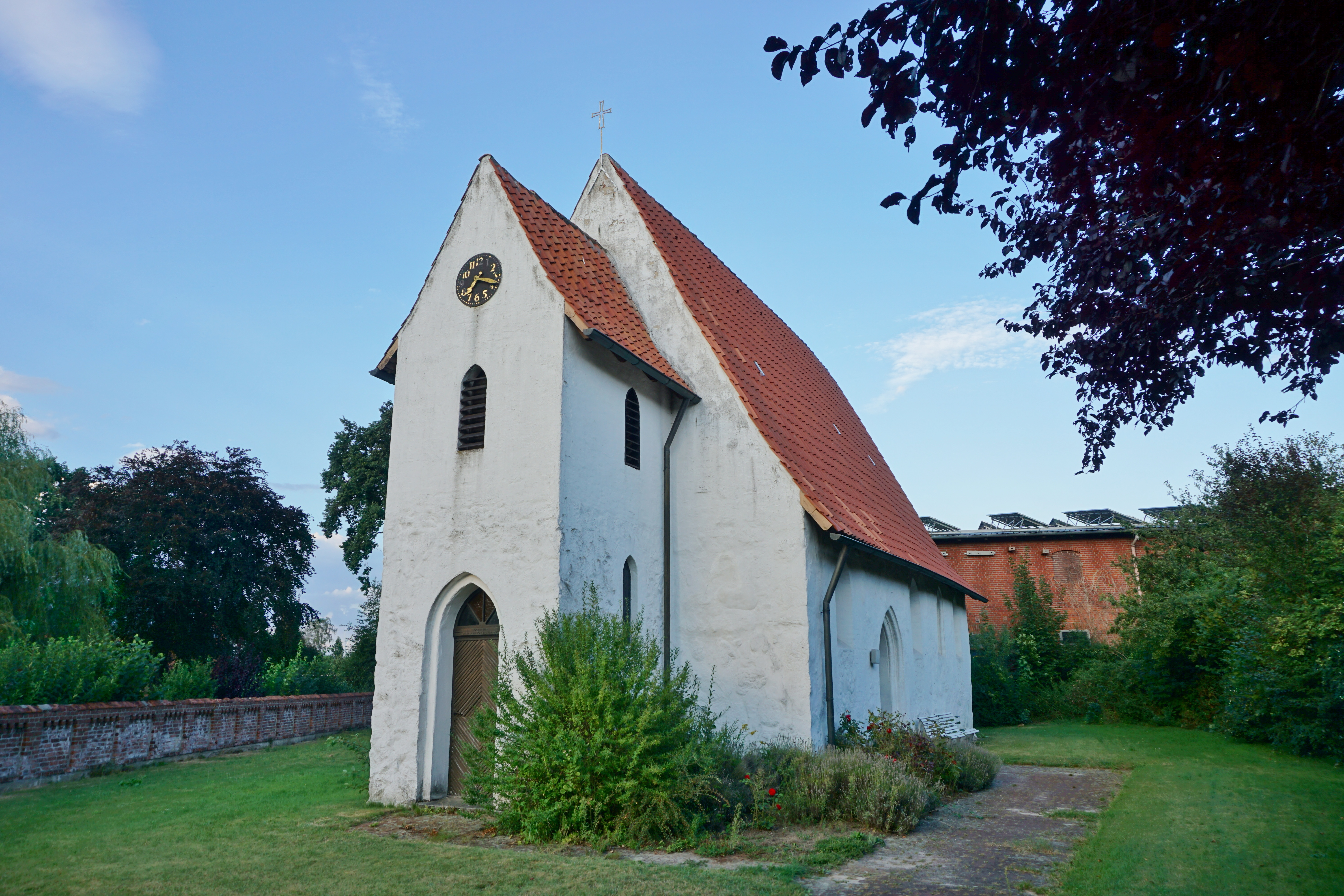
St.-Johannes-der-Täufer-Kapelle in Stöcken

Die evangelisch-lutherische St.-Johannes-der-Täufer-Kapelle steht im Ortsteil Stöcken der Gemeinde Oetzen im niedersächsischen Landkreis Uelzen. Die Kapelle im Stil der Frühgotik wurde vermutlich im 15. Jahrhundert errichtet und ist mit einer bemerkenswerten Deckenbemalung ausgestattet.

## Lage
Die Kapelle steht umgeben von mehreren Hofanlagen im Ortskern Stöckens. Sie liegt versteckt am Ende eines kleinen Weges, der nördlich von der örtlichen Hauptstraße abgeht.

## Architektur
Die Kapelle ist ein rechteckiger Bau aus Feldsteinen sowie Backsteinen, der von außen weiß getüncht ist. Die Längsseiten enthalten kleine hochangesetzte Fenster, wobei sich in der südlichen Längsseite zusätzlich der Haupteingang der Kapelle befindet. Unterhalb der Dachlinie des steilgeneigten Satteldachs grenzt westlich der schlanke Glockenturm an, welcher im Jahr 1850 hinzugefügt wurde. Der Innenraum besticht durch eine aufwendige Deckenbemalung und wird durch große Stichbogennischen gegliedert.

## Geläut
Die Glocke der Kapelle wurde 1809 bei einem Feuer zerstört und 1840 durch eine neue ersetzt. 1944 wurde diese Glocke während des Zweiten Weltkrieges eingeschmolzen und 1949 ebenfalls ersetzt. 2019 wurde die abgängige Eisenglocke durch eine neue Bronzeglocke ausgetauscht.

## Deckenmalerei

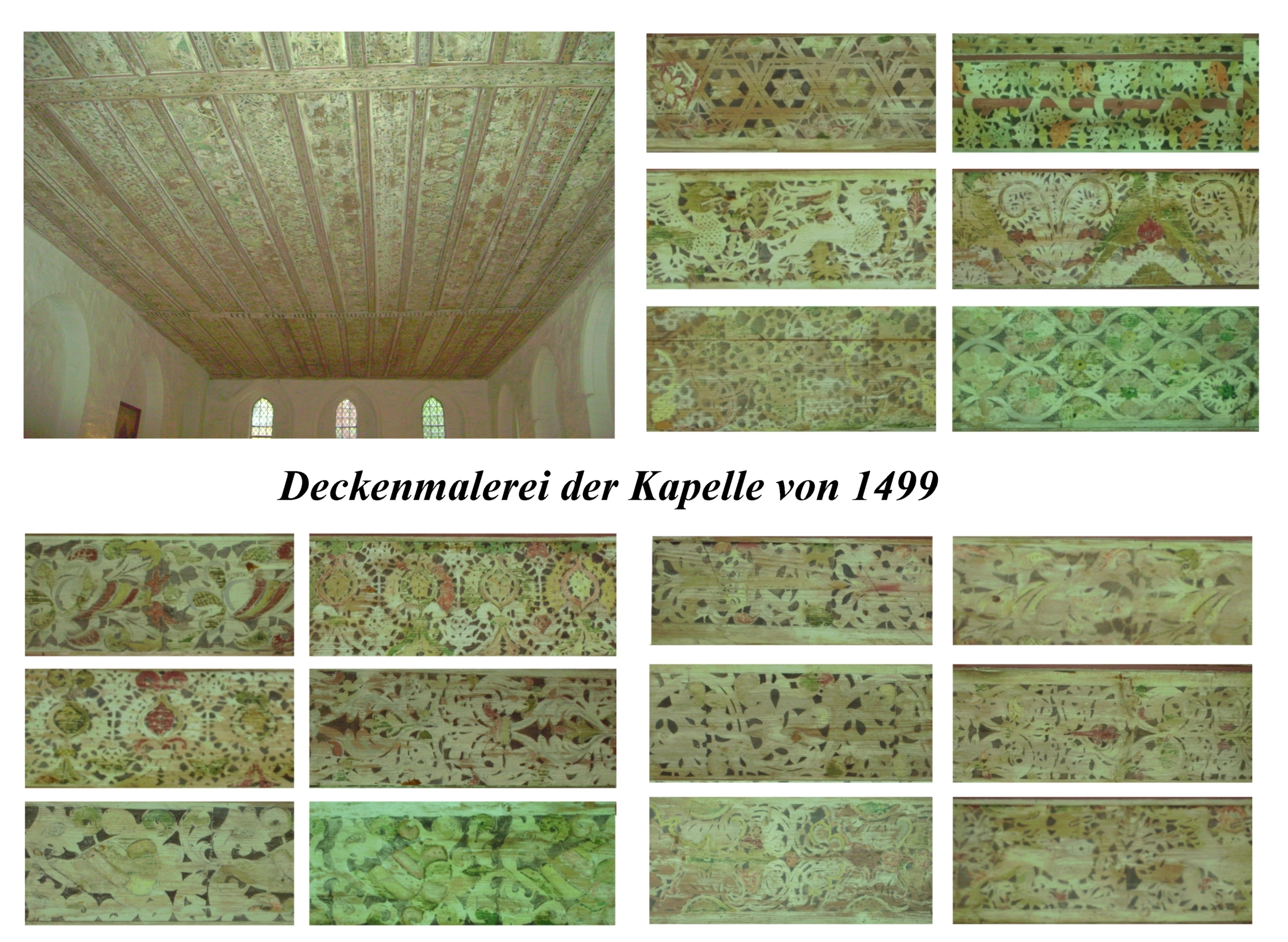
Deckenmalerei der St.-Johannes-der-Täufer-Kapelle

Das herausragende Merkmal der Kapelle ist die Bemalung der Bretterdecke mit Ornamentstreifen aus dem Jahr 1499. Sie ist ein seltenes und bedeutendes Beispiel einer gemalten gotischen Bretterdecke. Die Holzdecke besteht aus etwa 30 Zentimeter breiten Bohlen, die durch 6 Zentimeter breite Leisten verbunden sind. Die Bemalung ist von sich abwechselnden Motiven, wie Pflanzen, Blüten, Blättern, Ästen und geometrischen Formen, gekennzeichnet.

## Kirchliche Organisation
In vorreformatorischer Zeit gehört die Kapelle zur St.-Marien-Kirche in Uelzen. Derzeit ist sie Teil der Kirchengemeinde Rätzlingen und wird zweimal jährlich für einen Abendmahlgottesdienst oder für besondere Anlässe genutzt.